# Найсильніша людина Словаччини
Найсильніша людина Словаччини (словац. Národný šampionát silných mužov) — щорічне змагання серед ломусів, яке було вперше проведено у 2003 році. До виступів допускаються виключно словацькі ломуси.

## Переможці
| Rok  | Золота медаль |
| ---- | ------------- |
| 2003 | Braňo Golier  |
| 2004 | Braňo Golier  |
| 2005 | невідомо      |

| Рік  | Золота медаль | Срібна медаль     | Бронзова медаль |
| ---- | ------------- | ----------------- | --------------- |
| 2006 | Jan Křeháček  | Braňo Golier      | Pavol Jambor    |
| 2007 | Braňo Golier  | Jan Křeháček      | Igor Petrík     |
| 2008 | Braňo Golier  | Maroš Kostelanský | Luboš Pevný     |
| 2009 | Braňo Golier  | František Piroš   | Luboš Pevný     |